# Jim Lopes
Alejandro Galán, conocido como Jim Lopes o Jim López (Buenos Aires, 6 de julio de 1912-São Paulo, 20 de abril de 1979), fue un entrenador argentino. Su extensa trayectoria se desarrolló principalmente en clubes de Brasil y Argentina; en este último país fue conductor de la selección nacional.

## Carrera

### Sus inicios
Alejandro Galán nació en el barrio Parque Patricios de Buenos Aires. En su juventud desarrolló una carrera como boxeador, deporte que le apasionaba. Luego de algunos reveses deportivos, decidió probar suerte en Brasil. Allí adoptó el sobrenombre de Jim Lópes; pero su actividad boxística se vio impedida por la prohibición de los espectáculos de boxeo por el gobierno de Getúlio Vargas. Así, Lópes estudió Educación Física, y comenzó su carrera como entrenador en clubes menores de San Pablo. Su estilo de juego era conservador para la época, y sus equipos eran eficientistas. Durante la década de 1950 llega a entrenar a Palmeiras y São Paulo; entre otros títulos obtiene el Campeonato Paulista con ambos clubes.

### Llegada al fútbol argentino
En 1958 le llega la oportunidad de dirigir en su país natal, al ser contratado por Independiente. En su segunda temporada consigue el tercer lugar en la liga, por lo que es contratado por River Plate; con el Millonario forma parte de la campaña del subcampeonato en 1960 (dirigió 12 partidos). Luego de un paso por Corinthians en Brasil (25 encuentros) entrena dos temporadas a Rosario Central (54 partidos), consiguiendo en 1962 un sexto puesto que igualaría la mejor posición del club rosarino en el Campeonato de Primera División de AFA desde 1939. Mientras ejercía el cargo en el canalla, se toma la conducción de la Selección de fútbol de Argentina por primera vez, en dos encuentros válidos por la Copa Carlos Dittborn. Prosigue en Gimnasia y Esgrima La Plata, para luego retornar a Brasil, calzándonse nuevamente el buzo de entrenador en São Paulo (totalizó 111 encuentros) y Portuguesa.

### De la Selección Argentina a campeón de Primera B
En 1967 le llega la oportunidad de dirigir al elenco nacional argentino. Lo hace durante el Campeonato Sudamericano 1967, obteniendo el subcampeonato. Posteriormente a este torneo se hace cargo de Los Andes, equipo que militaba en la segunda categoría del fútbol argentino; luego de conseguir el segundo puesto en el grupo A, jugó el Reclasificatorio con equipos de primera división, consiguiendo el cuarto puesto de este petit torneo y logrando el ascenso a Primera A. Luego continuó en Colón, Vélez Sarsfield y Newell's Old Boys en Argentina, para luego emigrar al fútbol portugués, dirigiendo a Olhanense. Cerró su carrera en 1976 en Juventus de São Paulo.

### Clubes
| Club                               | País      | Año                      |
| ---------------------------------- | --------- | ------------------------ |
| Estudantes de São Paulo            | Brasil    | 1937                     |
| Hespanha de Santos                 | Brasil    | 1939                     |
| Ypiranga de São Paulo              | Brasil    | 1939/1946                |
| Associação Portuguesa de Desportos | Brasil    | 1947-1948/1952-1953/1966 |
| Palmeiras                          | Brasil    | 1950                     |
| São Paulo                          | Brasil    | 1953-1954/1965           |
| Ponte Preta                        | Brasil    | 1955/1958                |
| Independiente                      | Argentina | 1958-1959                |
| River Plate                        | Argentina | 1960                     |
| Corinthians                        | Brasil    | 1960                     |
| Rosario Central                    | Argentina | 1962-1963                |
| Gimnasia y Esgrima La Plata        | Argentina | 1964-1965                |
| Los Andes                          | Argentina | 1967                     |
| Colón                              | Argentina | 1968-1969                |
| Vélez Sarsfield                    | Argentina | 1969                     |
| Colón                              | Argentina | 1970                     |
| Newell's Old Boys                  | Argentina | 1970                     |
| Olhanense                          | Portugal  | 1973-1974                |
| Juventus de São Paulo              | Brasil    | 1976                     |

## Selección Argentina
Estuvo al frente del combinado albiceleste en dos etapas. La primera fue sobre fines del año 1962, obteniendo la primera edición de la Copa Carlos Dittborn ante Chile.
En 1967 se hace cargo de la conducción del equipo para afrontar el Campeonato Sudamericano, disputado en Uruguay. Allí obtuvo el segundo puesto ganando cuatro partidos y perdiendo  el título al caer derrotado ante el local, que se llevó el cetro. Tuvo esa selección al goleador del torneo en Luis Artime.
Su estadística al frente de Argentina marca que en 7 encuentros obtuvo cinco victorias, un empate y una derrota.

### Participación por torneo
| Torneo                  | Edición | Sede            | Resultado  |
| ----------------------- | ------- | --------------- | ---------- |
| Copa Carlos Dittborn    | 1962    | Chile Argentina | Campeón    |
| Campeonato Sudamericano | 1967    | Uruguay         | Subcampeón |

#### Detalle de partidos
| Torneo             | Fecha      | Rival     | Resultado |
| ------------------ | ---------- | --------- | --------- |
| Copa Dittborn 1962 | 07-11-1962 | Chile     | 1-1       |
| Copa Dittborn 1962 | 21-11-1962 | Chile     | 1-0       |
| Sudamericano 1967  | 18-01-1967 | Paraguay  | 4-1       |
| Sudamericano 1967  | 22-01-1967 | Bolivia   | 1-0       |
| Sudamericano 1967  | 25-01-1967 | Venezuela | 5-1       |
| Sudamericano 1967  | 28-01-1967 | Chile     | 2-0       |
| Sudamericano 1967  | 02-02-1967 | Uruguay   | 0-1       |

## Palmarés

### Campeonatos internacionales
| Título               | Equipo              | País                                    | Año  |
| -------------------- | ------------------- | --------------------------------------- | ---- |
| Copa Carlos Dittborn | Selección Argentina | Bandera de Argentina · Bandera de Chile | 1962 |

### Logros nacionales
| Título                     | Equipo    | País      | Año  |
| -------------------------- | --------- | --------- | ---- |
| Ascenso a Primera División | Los Andes | Argentina | 1967 |

### Campeonatos regionales
| Título                   | Equipo                             | País   | Año  |
| ------------------------ | ---------------------------------- | ------ | ---- |
| Campeonato Paulista      | Palmeiras                          | Brasil | 1950 |
| Copa Cidade de São Paulo | Palmeiras                          | Brasil | 1950 |
| Torneo Río-São Paulo     | Associação Portuguesa de Desportos | Brasil | 1952 |
| Campeonato Paulista      | São Paulo                          | Brasil | 1953 |